# Cam Co
Cam Co (kinesiska: 仓木错) är en sjö i Kina. Den ligger i den autonoma regionen Tibet, i den sydvästra delen av landet, omkring 780 kilometer väster om regionhuvudstaden Lhasa. Trakten runt Cam Co är ofruktbar med lite eller ingen växtlighet.
Genomsnittlig årsnederbörd är 309 millimeter. Den regnigaste månaden är juli, med i genomsnitt 65 mm nederbörd, och den torraste är november, med 3 mm nederbörd.